# Georgia ai XXII Giochi olimpici invernali
La Georgia ha partecipato ai XXII Giochi olimpici invernali, che si sono svolti dal 7 al 23 febbraio a Soči in Russia, con una delegazione composta da quattro atleti.

## Sci alpino

### Uomini
| Gara            | Atleta             | Manche 1 | Manche 1  | Manche 2 | Manche 2  | Totale  | Totale    |
| Gara            | Atleta             | Tempo    | Posizione | Tempo    | Posizione | Tempo   | Posizione |
| --------------- | ------------------ | -------- | --------- | -------- | --------- | ------- | --------- |
| Slalom gigante  | Iason Abramashvili | DNF      | DNF       | DNF      | DNF       | DNF     | DNF       |
| Slalom gigante  | Alex Beniaidze     | DNF      | DNF       | DNF      | DNF       | DNF     | DNF       |
| Slalom speciale | Iason Abramashvili | 52"59    | 43        | 1'00"78  | 23        | 1'53"37 | 22        |
| Slalom speciale | Alex Beniaidze     | DNF      | DNF       | DNF      | DNF       | DNF     | DNF       |

### Donne
| Gara            | Atleta         | Manche 1 | Manche 1  | Manche 2 | Manche 2  | Totale  | Totale    |
| Gara            | Atleta         | Tempo    | Posizione | Tempo    | Posizione | Tempo   | Posizione |
| --------------- | -------------- | -------- | --------- | -------- | --------- | ------- | --------- |
| Slalom gigante  | Nino Tsiklauri | 1'27"27  | 54        | 1'28"07  | 50        | 2'55"34 | 49        |
| Slalom speciale | Nino Tsiklauri | DNF      | DNF       | DNF      | DNF       | DNF     | DNF       |

## Pattinaggio di figura
| Gara                  | Atleta               | Programma corto | Programma corto | Programma libero | Programma libero | Totale | Totale    |
| Gara                  | Atleta               | Punti           | Posizione       | Punti            | Posizione        | Punti  | Posizione |
| --------------------- | -------------------- | --------------- | --------------- | ---------------- | ---------------- | ------ | --------- |
| Individuale femminile | Elene Gedevanishvili | 54.70           | 17 Q            | 92.45            | 20               | 147.15 | 19        |